# アキヤマタケ
アキヤマタケ（秋山茸、学名: Hygrocybe flavescens）は、ヌメリガサ科アカヤマタケ属の小型のキノコ。日本、北アメリカ、ヨーロッパなどに分布する。秋になると、広葉樹や針葉樹の林内、公園林下、草地、牧場などの地上に、並んでまばらに群落を作って発生する。生活型については、いまだ不明とされる。食用には適さない。

## 形態

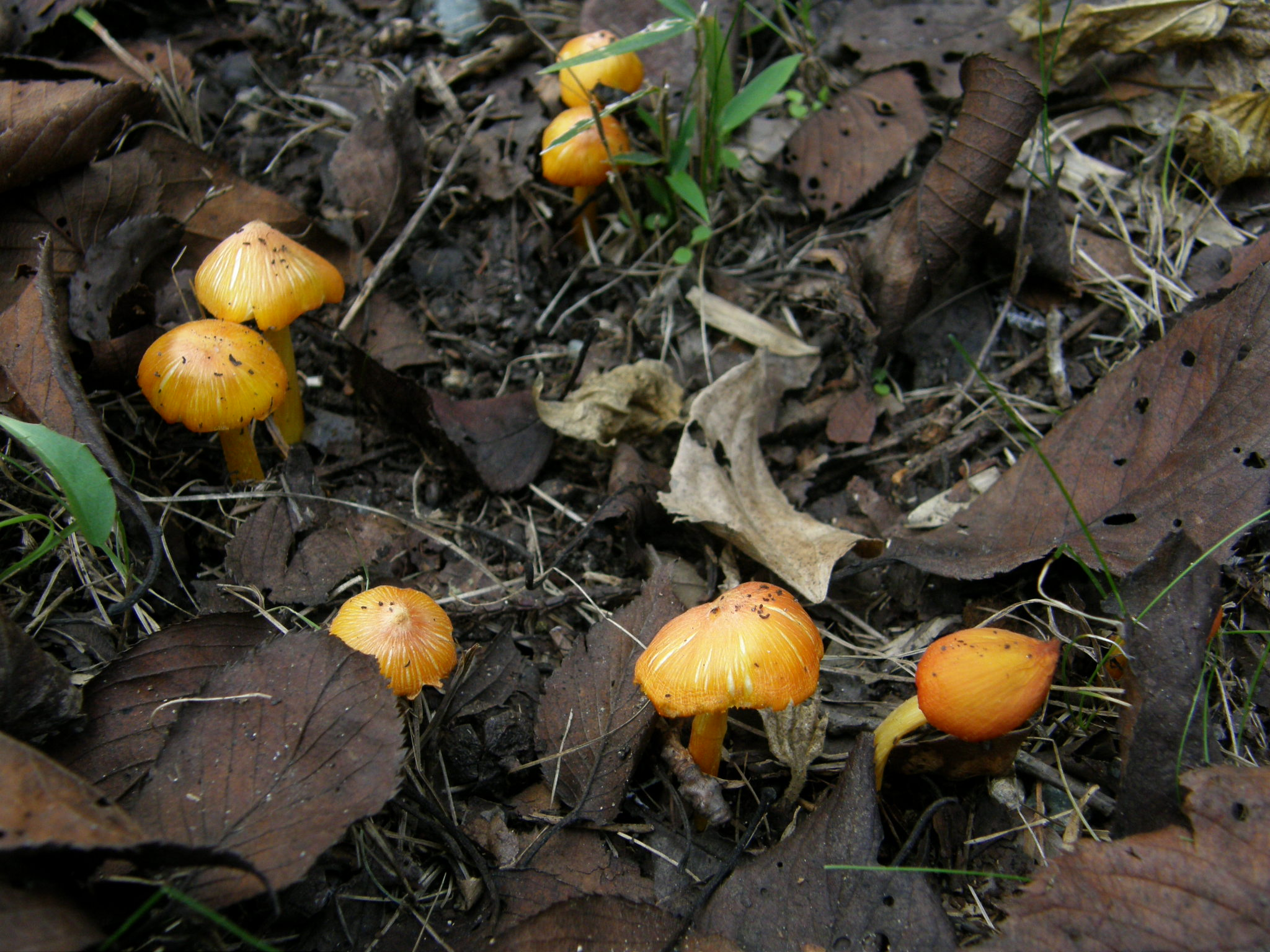
アキヤマタケ菌輪（2010，10，23 加西市古法華自然公園にて撮影）

子実体は傘と柄からなる。傘の径は2 - 5センチメートル (cm) で、表面はオレンジ色からレモン色である。傘は最初は饅頭形であるが、後にはほとんど平らに開き、さらには中央部がややくぼむ場合がある。傘の縁には放射状の条線がある。また、湿っている場合には傘に多少の粘性がある。傘下面のひだは表面よりも淡い薄黄色で、やや疎らで、柄に上生する。傘の肉は黄色を帯びる。
柄は長さ2.5 - 5 cm、太さ4 - 9ミリメートル (mm) で、傘と同色であり中空になる。しばしば不規則に潰れて扁平となり、粘性はない。蝋細工のような脆いキノコで、子実体を触ると柄がとても壊れやすい。
担子胞子は7 - 9 × 4 - 6マイクロメートル (μm) の広楕円形、非アミロイド性。胞子紋は白色である。

## 類似するキノコ
外観の似ているきのことして、同じヌメリガサ科のアカヤマタケ、ヤケノアカヤマタケ、トガリベニヤマタケ、ヒイロガサ、コベニヤマタケ、ヤマヒガサタケ、ベニヤマタケ、アカヌマベニタケ、ベニヒガサなどがある。

## 参考サイト
- 石川県林業試験場 公式HP